# Голден-Біч (Північна Кароліна)
Голден-Біч (англ. Holden Beach) — місто (англ. town) в США, в окрузі Брансвік штату Північна Кароліна. Населення — 921 особа (2020).

## Географія
Голден-Біч розташований за координатами 33°54′43″ пн. ш. 78°19′15″ зх. д. / 33.91194° пн. ш. 78.32083° зх. д. (33.911987, -78.320769).  За даними Бюро перепису населення США в 2010 році місто мало площу 8,85 км², з яких 7,02 км² — суходіл та 1,83 км² — водойми.

## Демографія
Згідно з переписом 2010 року, у місті мешкало 575 осіб у 296 домогосподарствах у складі 204 родин. Густота населення становила 65 осіб/км².  Було 2335 помешкань (264/км²).
Расовий склад населення:
| - 96,9 % — білих - 0,9 % — чорних або афроамериканців - 0,2 % — корінних американців - 1,4 % — осіб інших рас |

До двох чи більше рас належало 0,7 %. Частка іспаномовних становила 2,4 % від усіх жителів.
За віковим діапазоном населення розподілялося таким чином: 6,4 % — особи молодші 18 років, 54,3 % — особи у віці 18—64 років, 39,3 % — особи у віці 65 років та старші. Медіана віку мешканця становила 62,1 року. На 100 осіб жіночої статі у місті припадало 93,6 чоловіків;  на 100 жінок у віці від 18 років та старших — 94,9 чоловіків також старших 18 років.
Середній дохід на одне домашнє господарство  становив 101 109 доларів США (медіана — 71 354), а середній дохід на одну сім'ю — 118 533 долари (медіана — 79 286). Медіана доходів становила 75 568 доларів для чоловіків та 62 679 доларів для жінок. За межею бідності перебувало 7,5 % осіб, у тому числі 21,1 % дітей у віці до 18 років та 1,9 % осіб у віці 65 років та старших.
Цивільне працевлаштоване населення становило 330 осіб. Основні галузі зайнятості: фінанси, страхування та нерухомість — 18,2 %, науковці, спеціалісти, менеджери — 17,9 %, освіта, охорона здоров'я та соціальна допомога — 17,0 %.